# Hilara matronella
Hilara matronella är en tvåvingeart som beskrevs av Straka 1976. Hilara matronella ingår i släktet Hilara och familjen dansflugor. Inga underarter finns listade i Catalogue of Life.